# マクセンティウスの競技場
マクセンティウスの競技場（イタリア語: Circo di Massenzio）はイタリア ローマ郊外のアッピア街道州立公園内にある古代ローマのキルクス（戦車競技場）跡。

## 概要
ローマ皇帝マクセンティウスがアッピア街道沿いのキロ程2ローマ・マイルから3ローママイルの間の位置に造った複合建築物群のうちの一つ。サン・セバスティアーノのカタコンベとチェチーラ・メテッラの墓が競技場に隣接している。
マクセンティウスの競技場は現存する古代ローマの競技場の中で最も保存状態が良く、規模はチルコ・マッシモに次ぐ第2位である。この競技場で行われた行事は記録に残っているのは1回のみで、AD309年に若くして死去したマクセンティウスの長男ウァレリウス・ロムルスの追悼式典であったという。ウァレリウス・ロムルスの円柱形の墓は競技場のすぐ横に建てられている。
競技場の皇帝席は、柱廊で隣のマクセンティウスのヴィッラに繋がっていた。このヴィッラは現在ではほとんど残っておらず、バジリカのアプス部分のみが雑木林から顔をのぞかせているだけである。競技場は、皇帝マクセンティウスが死去したAD312年以降は使われなかったことが、発掘調査によって分かっている（古代ローマ時代に砂でトラック部分が埋められていたことが確認されたため）。

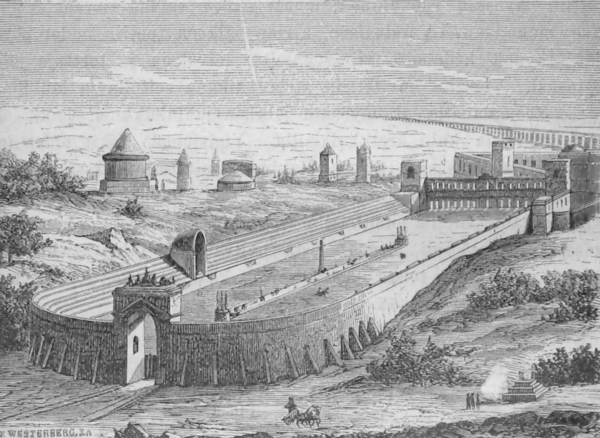
19世紀に描かれた想像図

## アクセス
住所：Via Appia Antica,153

入場：入場料無料（2014年現在）、日曜及び11月15日から12月15日休館、8:30-12:00,14:30-17:00
- ATAC 路線バス 118系統 Basilica San Sebastiano 停留所下車 南東へ200m
- 地下鉄 A線 アルコ・ディ・トラヴェルティーノ駅下車 南西へ約3.0km